# Jean-François Ribault
Pour les articles homonymes, voir Ribault.
Jean-François Ribault (1767-1820) est un graveur français.

## Biographie
Fils de François Ribault et de Jacquette Laroche, né à Paris, élève de François Robert Ingouf, Ribault commence à traduire en vignettes de nombreux dessins de Jean-Michel Moreau, travaux destinés principalement à des ouvrages illustrés d'auteurs célèbres comme Corneille, Voltaire, Jean de La Fontaine, etc.
Avant 1798, il collabore au recueil dirigé par la Compañía para el grabado de los cuadros de los Reales Palacios, c'est-à-dire, la traduction en gravures des chefs-d'œuvre du musée du Prado, estampes destinées à la chalcographie de Madrid.
Sous le Premier Empire, il fait partie de graveurs recrutés pour travailler sur le recueil intitulé Le Livre du Sacre de l'Empereur, traduisant cinq dessins du « dessinateur du cabinet » Jean-Baptiste Isabey. En 1805, il est mentionné comme graveur en taille douce, vivant à Paris au 12 rue des Noyers. Son adresse devient l'année suivante, 10 rue Saint-Jean-de-Beauvais. Il expose au Salon de Paris à partir de l'année 1806, avec le Portrait de M. Bernardin-de-Saint-Pierre en gravure. Il y expose une dernière fois en 1814.
Il travaille également au recueil du Musée français, traduisant de nombreux maîtres des galeries du Louvre.
On connaît de lui des portraits gravés d'après des dessins de Louis Lafitte.
Marié le 27 juin 1807 avec Athalie Marie Louise Christophe à Paris, il a en 1810 un fils, Auguste-Louis Ribault, devenu graveur en architecture.

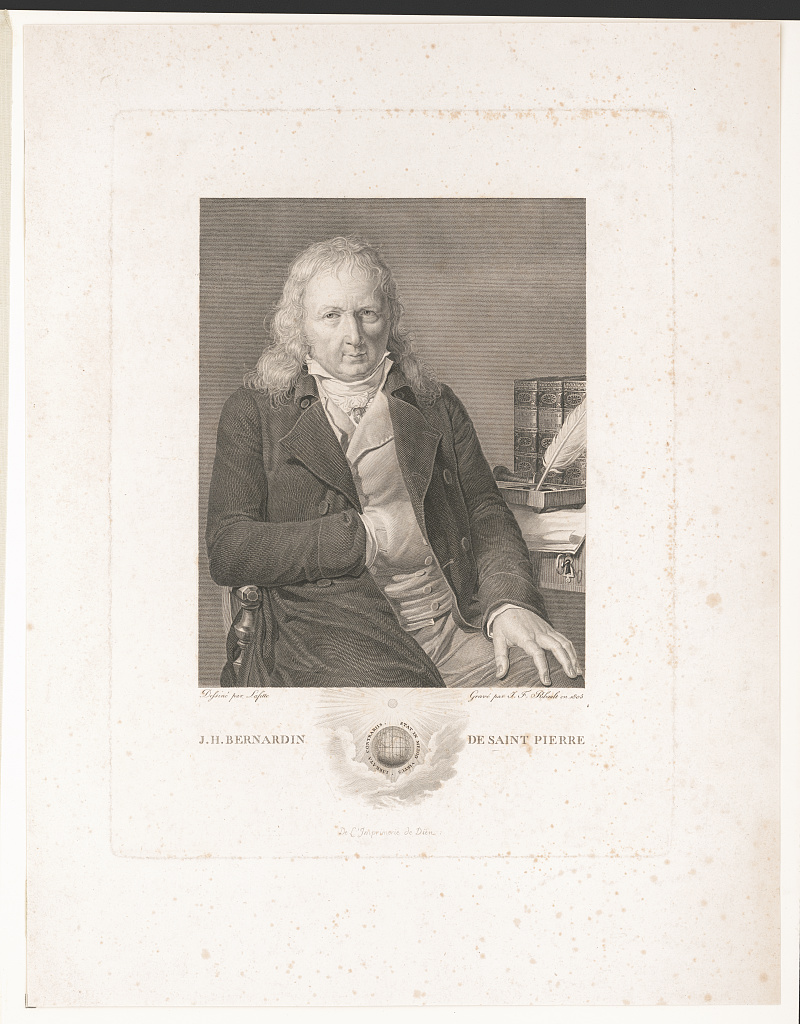
Portrait de J.H. Bernardin de Saint Pierre (1805) d'après Lafitte.
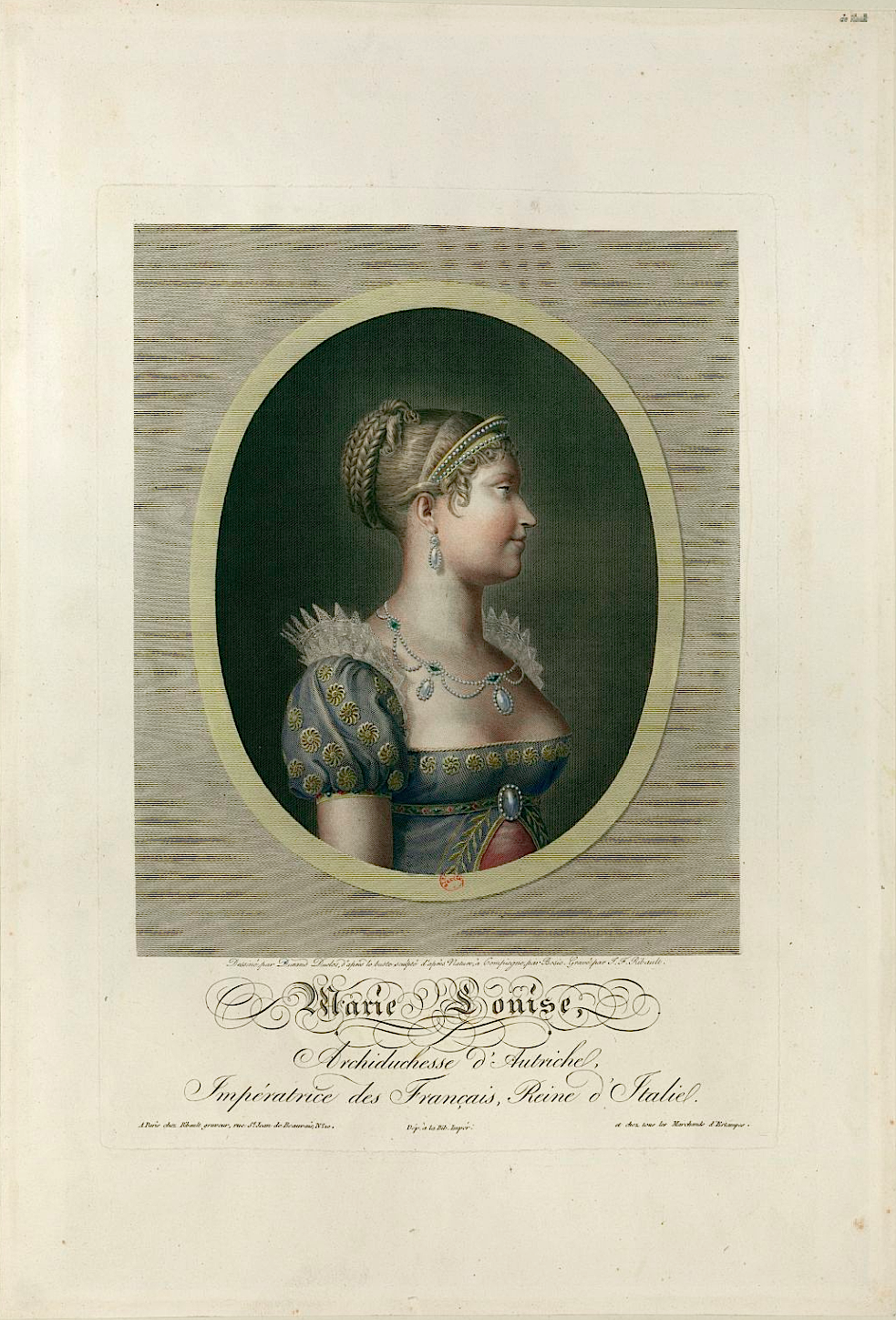
Marie-Louise d'Autriche, Impératrice des Français, estampe coloriée à la main, d'après L. Durand-Duclos, d'après le buste de Bosio (avant 1814).